# 斛增三
武仙座45，又名BD+05 3272，HD 151525、SAO 121865、HR 6234，是武仙座的一颗恒星，视星等为5.24，位于銀經22.85，銀緯29.8，其B1900.0坐标为赤經16h 42m 50.9s，赤緯+5° 29.8′ 34″。